# Ferdinandea (Calabria)

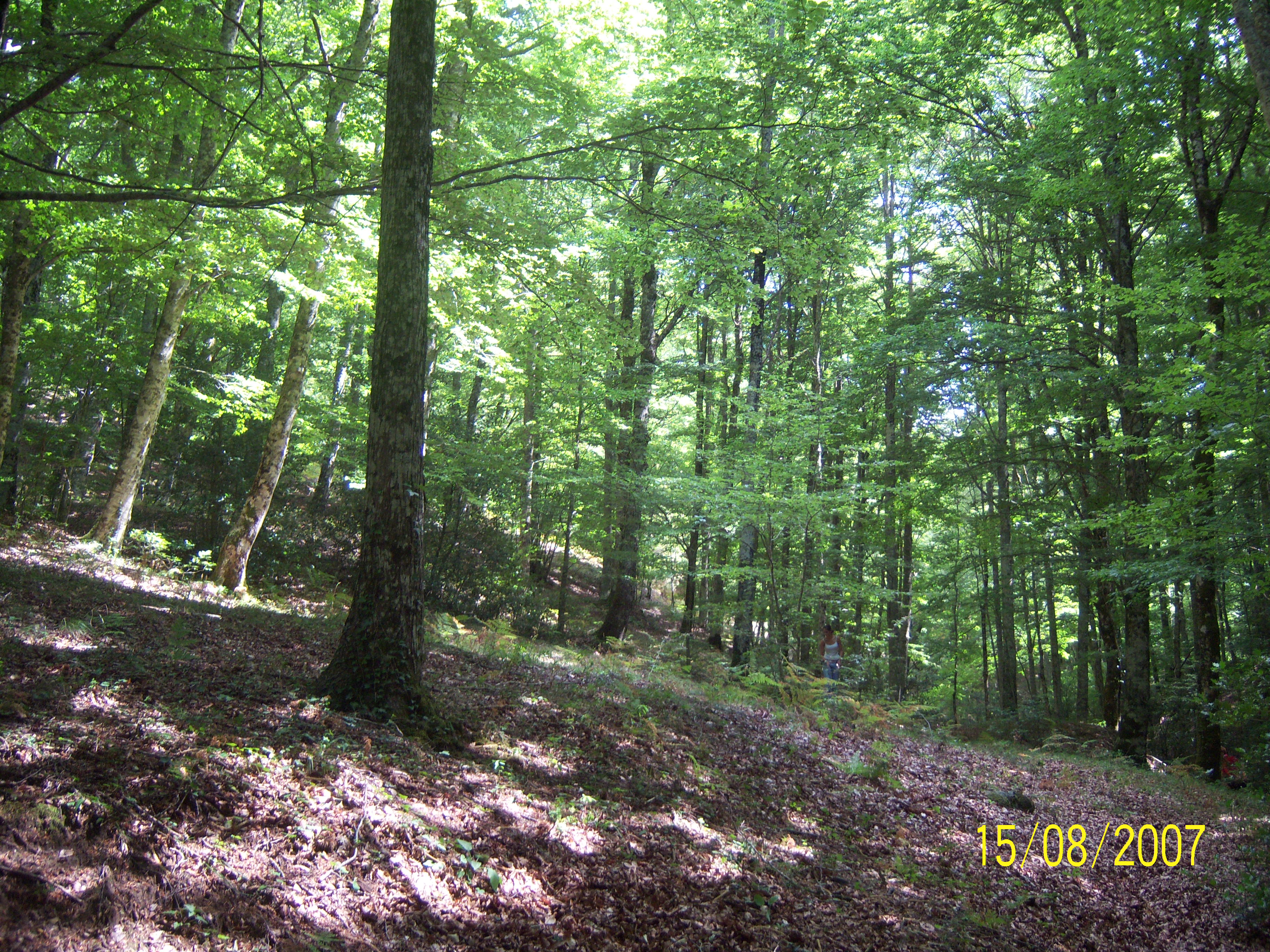
bosque de Ferdinandea

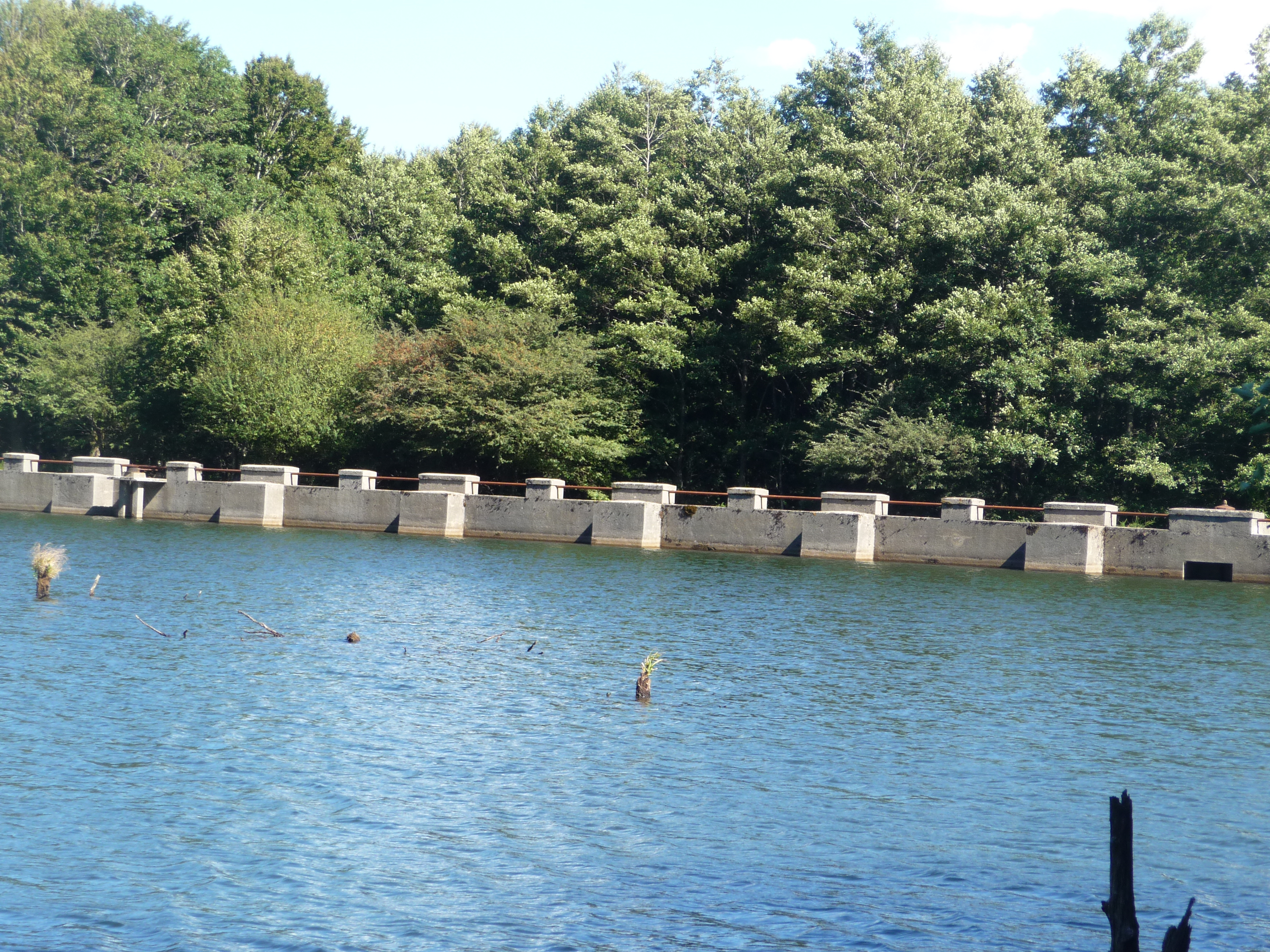
Presa de Ferdinandea

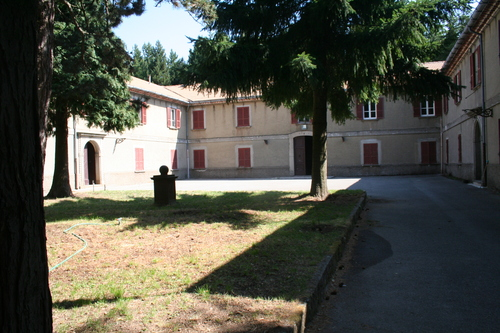
Villa Ferdinandea

La Ferdinandea es un territorio de 3600 ha de las Sierras calabresas en los  Comune de Stilo, Bivongi, Brognaturo, Mongiana e Serra San Bruno en las provincia de Reggio Calabria e Vibo Valentia. 
El área está casi totalmente cubierto por bosques de hayas y abetos.
El origen del nombre viene de Fernando II de las Dos Sicilias, lo cual desde el 1832 usò la Ferdinandea como área de caza construyendo una villa pequeña.
Más tarde fue utilizado como un centro de hierro y hierro forjado, construyó los cuarteles, edificios administrativos y residenciales, los establos y graneros.
Durante 40 años la Ferdinandea se convierte en un importante centro económico de Calabria.
Hoy es parte del Ecomuseo delle ferriere e fonderie di Calabria.